# Бейич, Эсад
Эсад Бейич (нем. и серб. Esad Bejić), также Эсад Беяй (алб. Esad Bejaj); родился 3 марта 2001 года, Австрия) — австрийский футболист, защитник клуба «Янг Вайолетс».

## Клубная карьера
Эсад Бейич — воспитанник «Аустрии (Вена)». За «Янг Вайолетс» дебютировал 24 августа 2018 года в матче против «Лафница». 14 января 2019 года разорвал боковую коллатеральную связку и выбыл на 263 дней. За «Аустрию» дебютировал в матче против «Хартберга», выйдя в старте. В перерыве матча был заменён на Александара Юкича. 3 февраля 2022 года разорвал боковую связку, а 25 марта, после восстановления от прошлой травмы, разорвал крестообразную связку на тренировке.

## Карьера в сборной
За сборные Австрии до 15, 16 и 17 лет сыграл 25 матчей, где забил 3 мяча.

## Личная жизнь
Эсад Бейич родился в Австрии в семье албанцев из Прешево. В эксклюзивном материале Eduasportin.com сайт назвал его «первым прешевцем, предавшим Албанию», так как на вопрос «Заинтересованы ли вы играть за Албанию?», Бейич сказал, что «на данный момент ему это не интересно, так как играет за сборную Австрии и очень этому рад», но поблагодарил Eduasportin.com за вопрос. Сайт пожелал ему успехов, но посоветовал Бейичу посмотреть «на примеры тех „талантов“, которые отказались от выступления за сборную Албании и где они по итогу оказались».